# Pandion
Pandion er en lille slægt af rovfugle med en eller to arter, der er udbredt over næsten hele verden. Pandion er den eneste slægt i familien Pandionidae. Pandion var navnet på en mytisk græsk konge fra Attika.

## Arter
Traditionelt har slægten kun haft et enkelt medlem, fiskeørnen (Pandion haliaëtus), men den australske underart Pandion haliaëtus cristatus bør muligvis opfattes som en selvstændig art, Pandion cristatus.

## Karaktertræk
Fiskeørne har fællestræk både med vestgribbene (Cathartidae) og høgefamilien (Accipitridae). Ligesom vestgribbe mangler fiskeørne bifaner på fjerene og fodens sener er sammenlignelige, mens de ligesom høgefamiliens medlemmer kan frembringe lyde fra stemmeorganet syrinx og har en fjerkædt gumpekirtel.
Specielt for fiskeørne er, at ydertåen er en vendetå og på den måde virker sammen med bagtåen, så to tæer vender bagud, mens to andre vender fremad. Der er desuden skarpe torne på tæernes underside, og tæerne har samme længde. Disse tilpasninger betyder, at fiskeørne bedre kan fastholde fisk.